# Lorenz Assignon
Lorenz Assignon, né le 22 juin 2000 à Grasse (Alpes-Maritimes), est un footballeur franco-togolais qui évolue au poste de latéral droit au VfB Stuttgart.

## Biographie

### En club

#### Stade rennais FC
Né à Grasse, dans les Alpes-Maritimes, en France, Lorenz Assignon est le fils d'un ancien footballeur professionnel Komlan Assignon. Il passe par le Stade poitevin FC puis le pôle espoirs de Châteauroux avant de signer en 2015 au centre de formation du Stade rennais FC. En 2019, il participe à trois matchs de Youth League. En mai 2019, il est réserviste pour l'Euro U19.
Le 3 mars 2020, il signe son premier contrat professionnel au Stade rennais FC. Après une première partie de saison 2020-2021 à côtoyer le groupe professionnel, il est prêté le 1er février 2021 au SC Bastia, qui évolue en National, jusqu'à la fin de la saison. L'entraîneur corse, Mathieu Chabert, lui accorde sa confiance, l'installant sur le flanc droit. Il participe à 13 rencontres de championnat, toutes comme titulaire. Il inscrit un but et délivre deux passes décisives. Au terme de la saison, le SC Bastia est sacré champion.  
Le 12 juillet 2021, à l'aube de la saison 2021-2022, il prolonge son contrat avec le Stade rennais FC jusqu'en juin 2025 pour être la doublure de Hamari Traoré. Le 26 août 2021, Lorenz Assignon dispute son premier match avec le Stade rennais FC lors d'une rencontre de Ligue Europa Conférence face au Rosenborg BK. Son équipe remporte le match sur le score de trois buts à un. Le 22 septembre 2021, il est titularisé lors de sa quatrième apparition en professionnel contre le Clermont Foot 63 pour une victoire six buts à zéro des Rouge et Noir. Il conclut la saison avec 20 apparitions en Ligue 1 (5 titularisations, deux passes décisives).
Toujours doublure de Hamari Traoré lors de la saison 2022-2023, il ne participe qu'à 6 rencontres de Ligue 1 sur la première partie de saison. Titularisé en Coupe de France, il se blesse au ligament croisé face à l'Olympique de Marseille le 20 janvier 2023 et est absent trois mois. De retour dans le groupe en avril, Bruno Genesio l'utilise comme joueur de rotation, le faisant régulièrement entré en fin de matches lors de la fin de saison. Il ne totalise que 12 apparitions en Ligue 1 au terme de la saison (2 titularisations, 1 passe décisive). Il dispute également cinq rencontres de Ligue Europa 2022-2023, y inscrivant un but. Plébiscité par les fans, son retourné acrobatique face à l'AEK Larnaca (victoire 1-2) remporte le titre de plus beau but de la compétition. Il prolonge le 6 juillet 2023 son contrat de deux ans, soit jusqu'en juin 2027.
Il est promu titulaire au poste d'arrière droit pour la saison 2023-2024 suite au départ de Hamari Traoré, la direction sportive faisant le choix de ne pas recruter à son poste et de lui accorder sa confiance. Le club breton réalise une pâle saison et glisse progressivement au-delà de la dixième place. En novembre, Bruno Genesio quitte le club. Son successeur, Julien Stephan, ne fait pas d'Assignon son premier choix. Il voit également une nouvelle concurrence s'installer, Alidu Seidu étant engagé en janvier 2024 et le jeune Guéla Doué enchaînant les titularisations lors du début d'année 2024. Il fait les frais de cette nouvelle donne et quitte la Bretagne le 1er février. Alors qu'un départ pour la Turquie au Galatasaray SK était prévu, c'est finalement le Burnley FC, évoluant en Premier League, qui signe le joueur en prêt avec option d'achat,. 
Il évolue sous les ordres de Vincent Kompany en Angleterre. Il réalise une deuxième partie de saison pleine, disputant 15 rencontres de première division, toutes comme titulaire. Néanmoins, le club termine 19e et est relégué. Le 13 septembre 2024, il prolonge son contrat avec le Stade rennais FC d'une année supplémentaire, soit jusqu'en juin 2028. 
Il réalise enfin une saison pleine et complète en Bretagne lors de la saison 2024-2025, disputant 32 rencontres de Ligue 1, dont 27 comme titulaire, inscrivant 3 buts et délivrant 4 passes décisives. Sur le plan collectif, le stade rennais vit une saison difficile, stagnant en deuxième partie de tableau, ne se classant que douzième.  

#### VfB Stuttgart
Le 6 juin 2025, après dix années passées au sein du Stade rennais FC, Lorenz Assignon quitte les Rouge et Noir pour s'engager avec le VfB Stuttgart, pensionnaire de Bundesliga et vainqueur en titre de la Coupe d'Allemagne. Il paraphe un contrat de quatre ans, soit jusqu’en juin 2029,. Le montant du transfert est estimé à 13 millions d'euros hors bonus,. 

### En sélection nationale
Il possède la double nationalité franco-togolaise par son père Komlan Assignon. Il est donc sélectionnable avec l'équipe de France comme avec l'équipe du Togo.

## Statistiques
| Saison                | Club                  | Championnat           | Championnat | Championnat | Championnat | Coupe(s) nationale(s) | Coupe(s) nationale(s) | Coupe(s) nationale(s) | Supercoupe | Supercoupe | Supercoupe | Compétition(s) continentale(s) | Compétition(s) continentale(s) | Compétition(s) continentale(s) | Compétition(s) continentale(s) | Total | Total | Total |
| Saison                | Club                  | Division              | M.          | B.          | P.d.        | M.                    | B.                    | P.d.                  | M.         | B.         | P.d.       | Comp.                          | M.                             | B.                             | P.d.                           | M.    | B.    | P.d.  |
| 2020-2021             | SC Bastia (prêt)      | National              | 13          | 1           | 2           | -                     | -                     | -                     | -          | -          | -          | -                              | -                              | -                              | -                              | 13    | 1     | 2     |
| 2021-2022             | Stade rennais FC      | Ligue 1               | 20          | 0           | 2           | 2                     | 0                     | 1                     | -          | -          | -          | C4                             | 4                              | 0                              | 0                              | 26    | 0     | 3     |
| 2022-2023             | Stade rennais FC      | Ligue 1               | 12          | 0           | 1           | 1                     | 0                     | 0                     | -          | -          | -          | C3                             | 5                              | 1                              | 0                              | 18    | 1     | 1     |
| 2023-2024             | Stade rennais FC      | Ligue 1               | 14          | 1           | 1           | 1                     | 0                     | 0                     | -          | -          | -          | C3                             | 5                              | 1                              | 0                              | 20    | 2     | 1     |
| 2024-2025             | Stade rennais FC      | Ligue 1               | 32          | 3           | 4           | 2                     | 1                     | 1                     | -          | -          | -          | -                              | -                              | -                              | -                              | 34    | 4     | 5     |
| Sous-total            | Sous-total            | Sous-total            | 78          | 4           | 8           | 6                     | 1                     | 2                     | -          | -          | -          | -                              | 14                             | 2                              | 0                              | 98    | 7     | 10    |
| 2023-2024             | Burnley FC (prêt)     | Premier League        | 15          | 1           | 2           | -                     | -                     | -                     | -          | -          | -          | -                              | -                              | -                              | -                              | 15    | 1     | 2     |
| 2025-2026             | VfB Stuttgart         | Bundesliga            | 0           | 0           | 0           | 0                     | 0                     | 0                     | 1          | 0          | 0          | C3                             | 0                              | 0                              | 0                              | 1     | 0     | 0     |
| Total sur la carrière | Total sur la carrière | Total sur la carrière | 106         | 6           | 12          | 6                     | 1                     | 2                     | 1          | 0          | 0          | -                              | 14                             | 2                              | 0                              | 127   | 9     | 14    |

## Palmarès

### En club
| Stade rennais FC (1)                                    | SC Bastia (1)                     |
| ------------------------------------------------------- | --------------------------------- |
| - Championnat de France -19 ans (1) - Vainqueur : 2019. | - National (1) - Champion : 2021. |

### Distinctions individuelles
- Élu plus beau but de la Ligue Europa 2022-2023[9].